# Rosemarie Fendel
Rosemarie Fendel (25 de abril de 1927 – 13 de marzo de 2013) fue una actriz, y ocasional directora, guionista y profesora de interpretación, de nacionalidad alemana.

## Biografía
Nacida en Coblenza, Alemania, tomó lecciones de interpretación de Maria Koppenhöfer. Debutó como actriz teatral en 1947 en Múnich, actuando posteriormente en Düsseldorf, Tubinga, Fráncfort del Meno y Berlín, en el Teatro Schiller de dicha ciudad. 
Desde 1948 Rosemarie Fendel fue también una activa actriz de doblaje. Fue durante mucho tiempo la voz alemana de Elizabeth Taylor y de Jeanne Moreau. Otras actrices a las que dobló fueron Gina Lollobrigida, Simone Signoret, Angie Dickinson y Anne Baxter.
Fendel fue también una ocupada actriz radiofónica. Quizás su papel más conocido lo representó en el show en ocho episodios Paul Temple und der Fall Conrad, emitido por la Bayerischer Rundfunk en 1959 bajo la dirección de Willy Purucker. Otra de sus facetas como actriz fue su trabajo cinematográfico y televisivo, escribiendo además algunos guiones para ambos medios.
Además de su trabajo como actriz, Fendel participó en algunos proyectos literarios y musicales. Actuó en dúo con Olaf Van Gonnissen (guitarra), diseñó una lectura de Johann Wolfgang von Goethe con acompañamiento de Willy Freivogel (flauta), Rainer Schumacher (clarinete) y Sigi Schwab (guitarra), y organizó un proyecto sobre la poetisa Mascha Kaléko junto a su hija, Suzanne von Borsody, y el dúo Freivogel/Schwab.
Rosemarie Fendel tuvo un primer matrimonio con el actor y director Hans von Borsody, fruto del cual nació la actriz Suzanne von Borsody. Posteriormente se casó con el director Johannes Schaaf. En la temporada 1980/1981 se trasladó a actuar al Teatro Schauspiel de Fráncfort del Meno, donde Schaaf era director.
Rosemarie Fendel falleció el 13 de marzo de 2013 en Fráncfort del Meno, a los 85 años de edad. Fue enterrada en el Cementerio Höchst de dicha ciudad.

## Filmografía (selección)
- 1956 : Die Laune des Verliebten (telefilm)
- 1962 : Becket oder Die Ehre Gottes (telefilm)
- 1963 : Ein Mann im schönsten Alter
- 1964 : Die Physiker (telefilm)
- 1964–1966 : Der Nachtkurier meldet … (serie TV)
- 1964 : Kommissar Freytag (serie TV), episodio Der rettende Stempel
- 1964 : Das Kriminalmuseum (serie TV), episodio Der Fahrplan
- 1965 : Das Kriminalmuseum (serie TV), episodios Die Mütze y Das Feuerzeug
- 1965 : Klaus Fuchs – Geschichte eines Atomverrats (telefilm)
- 1966 : Die fünfte Kolonne (serie TV), episodio Ein Auftrag für …
- 1967 : Jacobowsky und der Oberst (telefilm)
- 1967 : Das Fräulein (telefilm)
- 1967 : Tätowierung
- 1967 : Alle Jahre wieder
- 1967 : Der Mann aus dem Bootshaus (telefilm)
- 1968–1970 : Der Kommissar (serie TV)
- 1969 : Dem Täter auf der Spur (serie TV), episodio Das Fenster zum Garten
- 1971 : Trotta
- 1972 : Der Italiener
- 1972 : Verdacht gegen Barry Croft (telefilm)
- 1973 : Ein Fall für Männdli (serie TV)
- 1973 : Traumstadt
- 1973 : Tatort (serie TV), episodio Cherchez la femme oder Die Geister vom Mummelsee
- 1973 : Im Reservat (telefilm)
- 1974 : Unter Ausschluß der Öffentlichkeit (serie TV)
- 1974 : Neugierig wie ein Kind (telefilm)
- 1974 : Le Dessous du Ciel (serie TV)
- 1974 : Tatort (serie TV), episodio Kneipenbekanntschaft
- 1974 : Motiv Liebe (serie TV), episodio Der Mann ihres Lebens
- 1975 : Derrick (serie TV), episodio Alarm auf Revier 12
- 1977 : Heinrich Heine (telefilm)
- 1977 : Die Kette (miniserie TV)
- 1978 : Beate S. (miniserie TV)
- 1978 : Der Alte (serie TV), episodio Der Pelikan
- 1979 : Theodor Chindler – Die Geschichte einer deutschen Familie (miniserie TV)
- 1981 : Der Tod in der Waschstraße
- 1983 : Die Krimistunde (serie TV), episodio Die Leiden eines Rauchers
- 1984 : Eine Klasse für sich (serie TV)
- 1985 : Der Angriff der Gegenwart auf die übrige Zeit
- 1988 : Die Krimistunde (serie TV), episodio Lauter schlechte Nachrichten
- 1988 : Ödipussi
- 1991 : Haus am See (serie TV)
- 1992 : Schtonk!
- 1994–2000 : Der Havelkaiser (serie TV)
- 1994 : Das Schwein – Eine deutsche Karriere (miniserie TV)
- 1994 : Ein unvergeßliches Wochenende (serie TV), episodio In Südfrankreich
- 1996 : Polizeiruf 110 (serie TV), episodio Kleine Dealer, große Träume
- 1996–1997 : Freunde fürs Leben (serie TV)
- 1997 : Leinen los für MS Königstein (serie TV)
- 1997 : Tatort (serie TV), episodio Tödlicher Galopp
- 1998 : Silberdisteln (telefilm)
- 1998 : Das Traumschiff (serie TV), episodio Argentinien
- 1998 : Ich liebe meine Familie, ehrlich (telefilm)
- 1999 : Die Zauberfrau (telefilm)
- 2000 : Bonhoeffer – Die letzte Stufe (telefilm)
- 2000 : Die Einsamkeit der Krokodile
- 2000 : Polizeiruf 110 (serie TV), episodio Tote erben nicht
- 2001 : Die Meute der Erben (telefilm)
- 2001–2002 : Liebe, Lügen, Leidenschaften (serie TV)
- 2002 : Schneemann sucht Schneefrau (telefim)
- 2003 : Sams in Gefahr
- 2003 : In der Höhle der Löwin (telefilm)
- 2003 : Die Farben der Liebe (telefilm)
- 2003 : Mensch Mutter
- 2006 : Wenn Du mich brauchst (telefilm)
- 2006 : München 7 (serie TV), episodio Heimatlos
- 2007 : Die Sterneköchin (telefilm)
- 2007 : Das zweite Leben (telefilm)
- 2007 : Pfarrer Braun (serie TV), episodio Das Erbe von Junkersdorf
- 2005–2008 : Familie Sonnenfeld (serie TV)
- 2008 : Wenn wir uns begegnen (telefilm)
- 2010 : Die Schwester (telefilm)
- 2011 : Der Staatsanwalt (serie TV), episodio Amtsmissbrauch
- 2011 : Am Ende die Hoffnung (telefilm)
- 2013 : SOKO Wismar (serie TV), episodio Frau im Schatten
- 2013 : Das Adlon. Eine Familiensaga (miniserie TV)

## Radio
- 1959 : Paul Temple und der Fall Conrad, dirección de Willy Purucker, BR
- 1969 : Alain Franck: Die Wahrheit, dirección de Otto Düben, SDR
- 1979 : Helmuth M. Backhaus: Der Fall Mata Hari, dirección de Otto Kurth, BR
- 1989 : Bernard-Marie Koltès: Rückkehr in die Wüste, dirección de Norbert Schaeffer, SDR y RIAS Berlin
- 2002 : Dick Francis: Zügellos, dirección de Klaus Zippel (MDR, SWR y Der Audio Verlag, Berlín, ISBN 3-89813-266-8)
- 2002 : Edith Nesbit: Die Kinder von Arden, dirección de Robert Schoen (SWR)
- 2002 : Irene Dische: Ein Job, dirección de Uwe Schareck, WDR
- 2005 : Frank Conrad: Es ist spät geworden, dirección de Barbara Plensat, Deutschlandradio Kultur
- 2005 : Sibylle Lewitscharoff: 81, dirección de Christiane Ohaus, DKultur y RB
- 2006 : Rafik Schami: Die dunkle Seite der Liebe, dirección de Claudia Johanna Leist, WDR
- 2011 : Hanns Heinz Ewers: Clarimonde, dirección de Uwe Scharek, DKultur
- 2011 : W. G. Sebald: Austerlitz, dirección de Stefan Kanis, MDR

## Premios
- 1972 : Deutscher Filmpreis
- 1973 : Verleihung der Goldenen Kamera
- 1999 : Orden del Mérito de la República Federal de Alemania
- 2003 : Premio honorífico Hesse
- 2007 : Premio de televisión de Baviera
- 2009 : Placa Goethe de la ciudad de Fráncfort del Meno